# Meïr Aron Goldschmidt
Meïr Aron Goldschmidt (født 26. oktober 1819 i Vordingborg, død 15. august 1887 på Frederiksberg) var en dansk-jødisk forfatter, satiriker og politisk iagttager. Han var bror til Moritz Goldschmidt. Udgav det satiriske ugebrev Corsaren i 1840 – 1846, som var kendt for sin åbenmundethed og flabethed og derfor blev elsket, frygtet og hadet på alle fløje i den politiske debat. Tidsskriftet blev jævnligt konfiskeret af censuren, og Goldschmidt måtte i perioder udgive det bag dække af stråmænd. Goldschmidts årgange af Corsaren blev optrykt i faksimile i 1981 forsynet med udførlige registre m.m. Udgaven er komplet på nær et par numre som ikke har kunnet fremskaffes. I 1846 solgte Goldschmidt Corsaren, som blev ført videre af andre skribenter til 1855, hvor det lukkede på grund af manglende oplag.

## Opvækst

### Slægt og barndom
Meïr Goldschmidt var af jødisk slægt, "af Levi Stamme", som han bemærker i den første linje af sine livserindringer. Hans bedstefaders bedstefader på fædrene side var indvandret fra Hamborg og fik 1684 kongelig lejdebrev på at måtte nedsætte sig i København; her skal Goldschmidts bedstefader have været en velstående mand, bedstemoderen en myndig og bestemt kone, som forstod at holde sine gifte sønner og døtre med svigerdøtre og svigersønner i mærkelig afhængighed. Det yngste af ægteparrets børn var Goldschmidts fader, Aron Goldschmidt (1792 – 1848), der i januar 1819 ægtede Lea Rothschild (født 1801), datter af gamle Israel Rothschild, hvilket navn han i henhold til anordningen af 29. marts 1814 om faste familienavne for jøderne antog efter den by, hvor han havde sit ophold; han var nemlig købmand i Roskilde, hvortil slægten var kommen fra Tyskland over Fredericia og Nakskov. Det nygifte par bosatte sig i Vordingborg, hvor Aron Goldschmidt grundede en købmandsforretning, mest i den såkaldte "grove Handel", dvs: jern, tømmer, tjære, salt osv., i forbindelse med lidt jordbrug, bryggeri og brænderi, og i denne sydsjællandske by kom Meïr Goldschmidt til verden 26. oktober 1819, 6 uger efter at jødefejden havde raset i København og en svag efterdønning berørt Vordingborg som andre provinsbyer, hvor der boede familier "af den jødiske Nation".
I sit fjerde år blev Goldschmidt sat i skole hos en stilfærdig, aldrende mand, der efter to års undervisning erklærede sin elev for så vidt fremskreden, at han nu ikke kunne lære ham mere. Omtrent fra hans fødsel af havde det været bestemt, at han skulle studere, blive en berømt læge som Rabbi Meïr ben Maimon, og formodentlig fordi faren ønskede at skaffe ham en mere ortodoks opdragelse, end hans eget, af forretningslivet afhængige hus kunde yde, gik han Vordingborg lærde skole forbi, sendte sønnen til en svoger i København og satte ham i en lille drengeskole, hvor han lærte begyndelsesgrundene af latinsk grammatik. Et års tid senere opgav faren efter en ildsvåde sin handelsforretning og købte en større bondegård i Valby, som for en del måtte drives ved familiens personlige arbejde; daglig kørte en vogn med fløde til København, og det ekstra fine smør blev afsat til kongens taffel og til nogle af de fremmede diplomater. Men hverken var denne omsætning synderlig indbringende eller gården god nok til, at "en Familie uden for Bondestanden" kunne leve af den endog i al tarvelighed, og efter tre års besiddelse afhændede ejeren den og slog sig på kornudførsel og handel med huder og skind. Efter sin mor arvede han så meget, at han kunne købe et bryggeri og brænderi i Næstved, hvortil han flyttede i året 1833; men forinden blev hans søn, der i nogle år havde gået i det schouboeske institut, sat i det von Westenske Institut, som dengang bestyredes af Vilhelm August Borgen og K.C. Nielsen og stod i ry som hovedstadens allerbedste undervisningsanstalt. Han blev student herfra 1836.

### Uddannelse
I en alder af 14 år havde Goldschmidt således allerede ført en ret omskiftelig tilværelse, snart i provinsbyen med åben horisont og vid tumleplads, snart på en 4. sal i en snæver københavnsk gade, til én tid i landlige omgivelser med forårssåning og høstarbejde, kreaturhold og mejeridrift som genstand for det daglige livs tanker, til en anden tid omspunden af forretningsspekulationer og handelsinteresser. Han havde taget del i skolens kristelige religionsundervisning og i et ortodokst jødisk hjem lært den hele udvortes ritus at kende uden at få dens indre betydning forklaret, på samme måde som han havde lært at læse hebraisk, uden at forstå ordenes danske mening; han havde haft sine anfægtelser af skepsis, men kendte også ekstatiske øjeblikke, hvor han digtede et sublimt indhold ind i ceremoniellet, og når jødehadet nåede ham, blandede der sig med den forsvarsløses ydmygelse en hemmelig stolthed over at tilhøre det udvalgte folk, men også en vrimmel af lidenskabelig hævnsyge tanker, der gennemlynede de mildere og renere fantasier, som hans livlige ånd tumlede med. I den nye skole kom der mere tugt og orden i hans tanke- som i hans følelsesliv, hans evner blev taget i regelbunden brug, og med brændende ærgerrighed stræbte han at udmærke sig selv og sin race ved at blive nummer et i enhver kappestrid, samtidig med at han kvægedes af "den livlig beskæftigede, tindrende, konfessionsløse Fred, som Sindet fandt i Skolen".
Det konfessionsløse kom der dog brud på i øverste klasse, hvor Peter Rørdam, den senere præst i Kongens Lyngby, ledede religionsundervisningen mere som en indøvelse i kristendom end som et lærefag; han ville med dette sit syn på sagen ikke eksaminere Goldschmidt i lærebogen, men kun i bibelhistorien, medens han dog lod ham være tilhører ved denne eksegese (fortolkning af en tekst); mangen en tavs indsigelse, mangen en beskæmmende fornemmelse af at stå uden for menighed og samfund rørte sig hos Goldschmidt i disse timer, så meget stærkere, som han højlig beundrede sin lærers personlighed. Og ved artium 1836 viste denne ordning af tingene sig skæbnesvanger. Goldschmidt stod med otte præer og tre lauder dagen før, han skulle op til den sidste prøve, altså rigelig udrustet til udmærkelse. Det sidste fag var religion, og professor H.N. Clausen gav ham et spørgsmål af lærebogen. Goldschmidts bemærkning, at han var jøde, tog Clausen intet hensyn til, eksaminanden blev forvirret, besvarede famlende den følgende bibelhistoriske kvæstion (spørgsmål; problem; stridspunkt) og fik Haud. Dermed var hans præ (udmærkelse) ødelagt og, hvad mere er, hans lyst til fortsatte akademiske studier knækket.

## Bladudgiver

### Tidligste forsøg
Han tog vel anden eksamen, men begyndte i oktober 1837, 18 år gammel, udgivelsen af Næstved Ugeblad eller Præstø Amts Tidende, som blev skrevet og trykt i København og fra nytår 1839 udkom under navnet Sjællandsposten eller Næstved og Kalundborg Ugeblad; det affødte en proces, som indbragte Goldschmidt en mulkt (bøde) samt et års censur, hvorefter han solgte bladet ved årsskiftet 1840 for en sum af 200 rigsdaler, og med denne grundede han det mere berømte københavnske ugeblad Corsaren, hvis første nummer udkom 8. oktober 1840. For "Gjennemsynet", justitsråd Christian Reiersen (1792-1876), vedstod Goldschmidt straks, at "han havde med det at gjøre", og det blev snart en offentlig hemmelighed, at han var dets redaktør og forfatter af dets meste indhold, men officielt blev ansvaret over for loven båret af lejede stråmænd, hvis navne jævnlig vekslede. Thi allerede Corsarens tredje nummer ramtes af en beslaglæggelse, og fra den tid af fulgte presseaktionerne slag i slag, nærmest med den virkning, at interessen for bladet og med den dets udbredelse tiltog med stigende hurtighed, så at det snart havde 3000 abonnenter. Var Corsaren således et af landets mest udbredte, så var det absolut dets mest og begærligst læste blad, hvis udgivelse hver fredag blev imødeset med spændt forventning om de dristigheder, det ville lykkes det nye nummer at smugle forbi censors næse, og hvis udeblivelse på grund af beslaglæggelse var, om ikke en landesorg, så dog et landesavn.

### Corsaren
Bladets indhold faldt i to hoveddele, som allerede den typografiske udstyrelse holdt ud fra hinanden. Korpusspalterne var viet til de ræsonnerende artikler, "lederne", som man nu ville kalde dem, de større kompositioner, de mere positive udtalelser, fra hvilke vel ikke satiren var udelukket, men som dog nok så hyppigt havde et patetisk sving, en retorisk klang. Det er dem, der tydeligst angiver bladets politiske stade: et ideelt sværmeri for den republikanske statsform; anerkendelse af den ellers så almindelig eftertragtede konstitutionalisme i det højeste kun som en overgangsform af frygt for, at den som varig institution skulle blive skalkeskjul for et bourgeoistyranni af ikke mindre utålelig art end absolutismen; sympati for de kommunistiske og socialistiske ideer, for almueoplysning og de lavere stænders emancipation; endelig et kosmopolitisk totalsyn, der stillede bladet skeptisk kritiserende over for det nationale selvforsvar, der brød så stærkt frem i dets tilværelsestid. Petitafdelingen derimod bragte den vrimmel af mindre vittigheder og udfald, der især gav Corsaren dens karakter og i alt fald vakte mest opmærksomhed og frygt for den og tillige samlede det største had om den på grund af persiflagens hvasse vid og hensynsløse fornægtelse af al personsanseelse.
Angrebene på kongen og regeringsforanstaltningerne satte domstolene i bevægelse, men mange offentlige mænd våndede sig i stilhed under Corsarens spot, der føltes des mere, jo talentfuldere dens ætsende saft var blandet, og det var næppe mange oprigtige beklagelser, der blev Goldschmidt til del, da højesteret i juni 1843 gik til kernen af sagen, fejede stråmændene til side og dømte Goldschmidt "som formentlig redaktør og udgiver af Corsaren" for fire beslaglagte artikler til seks gange fire dages fængsel på vand og brød foruden livsvarig censur og 200 rigsdalers mulkt. Goldschmidt erfarede dette udfald i Malmø på hjemrejsen fra studentermødet i Uppsala; han afsonede straffen under ret komfortable omstændigheder og med en så lempelig fortolkning af dommens ordlyd, at han endog havde ondt ved at opdrive en drik vand, da han en gang på grund af hovedpine ønskede en sådan. Efter den første gruppe af straffedage begav Goldschmidt sig lige fra fængslet til den italienske opera på hofteatret, hvor Carl Ploug og Jens Finsteen Giødwad ostentativt (udfordrende) rejste sig op og gave ham hånden, "ligesom for at vise, at Absolutismens Domme ikke plettede".

### Striden med Søren Kierkegaard
Men hvad der plettede des mere og til sidst gjorde Goldschmidt led ved den hele Corsar-virksomhed, var den moralske dom, Søren Kierkegaard fældede over den. Blandt landets gode navne var Kierkegaards et af de få, Corsaren havde skånet, ja endog behandlet med pietet i sin omtale af pseudonymernes forfatterskab. Så meget mere overraskende kom slaget, da Kierkegaard udfordrende greb en lejlighed til at udgyde sin indignation over bladet. P.L. Møller, der havde været en af dets medarbejdere, havde i anden årgang af sin Gæa fingeret "Et Besøg i Sorø" som ramme om nogle kritiske udtalelser angående Enten-eller og Stadier på Livets Vej. I Fædrelandet for 27. december 1845 betegnede Frater Taciturnus (Søren Kierkegaard) slutningen af denne artikel som "et af disse væmmelige Korsar-Angreb på fredelige, respektable Mænd, der i hæderlig Ubemærkethed røgte hver sit Kald i Statens Tjeneste", samt udtalte ønsket om, at han nu snart måtte komme i Corsaren, thi "det er virkelig hårdt for en stakkels forfatter at stå således udpeget i dansk litteratur, at han er den eneste, som ikke udskældes der".
I sit følgende nummer opfyldte Corsaren dette ønske i en vittig artikel om den omvandrende filosof og hans opdagelse af bladets virkelige redaktør, – "ubi spiritus, ibi ecclesia", havde Kierkegaard skrevet, "ubi P. L. Møller, ibi Corsaren". At få sagen drejet ind i en vittighedspolemiks spor lykkedes dog ikke Corsaren. Kierkegaard tog den med bitter alvor, hans efterladte optegnelser vidner om den lidenskabelighedens virtuositet, hvormed han varierede og atter varierede udtrykkene for sit forhold til bladet: at han var blevet udskældt på bestilling, og sin foragt for dets udgivers færd: at Goldschmidt var modig bag lejede ansvarshavendes ryg og tjente mange penge ved dette fejhedens mod. I sit offentliggjorte svar sammenlignede Kierkegaard Corsaren, som stedse kunde være sikker på at beholde det sidste ord i sine udfald mod honnette mennesker, med et offentligt fruentimmer, der altid er vis på at beholde fortovsret, han talte om bladets "repræsenterende Sjovere" og om dets litterære foragtelighed. Lad være, at der her som så hyppig hos Kierkegaard var noget sygelig overdrevent i den halsstarrighed, hvormed han spandt sig ind i sin tankegang, – hans etiske personlighed var så uantastelig og hans litterære autoritet så grundfæstet, tilmed anerkendt af Corsaren selv på smigrende måde, at hans dom faldt over Goldschmidt med knusende vægt.

### Udenlandsrejse
Ved efterårstide solgte han Corsaren, hvis sidste årgang havde indbragt ham 4000 rigsdaler, for en sum af 1500 rigsdaler. Denne suppleredes med honoraret for et bind fortællinger, og således udrustet tiltrådte Goldschmidt en udenlandsrejse "for at blive af med Vittigheden og lære noget". Rejsen gik over Hamborg og Leipzig, hvor han kom sammen med radikale politikere som Robert Blum, Arnold Ruge og Julius Frøbel; derpå til Wien, hvor han levede sammen med Castelli, Kompert, Grillparzer og Saphir; derfra over Venedig og Florents til Rom. Efter et ophold her og på Sicilien kom han i juni 1847 til Genf, og her blev ved en samtale med den reformerte præst Piguet, ham selv ubevidst, "Grundlaget til Nord og Syd med dets halvkristelige Farve" lagt.
I oktober 1847 var Goldschmidt atter i København, og i december samme år udkom første hæfte af månedsskriftet, der kort efter, da tronskiftet gjorde ende på censur og pressesager, kom ud som ugeblad. De mange bind af Nord og Syd indeholder en del æstetisk produktion og talrige kritiske artikler, men sin væsentligste betydning skylder tidsskriftet sine sociale udtalelser og sin politiske holdning. Karakteristikken af Goldschmidt i denne henseende – også hvad det senere periodiske skrift Hjemme og ude (1861) angår – tilfalder en anden pen, og vi vender os nu til Goldschmidts digteriske produktion.

## Skønlitterær forfatter

### "En Jøde" og "Hjemløs"
Denne var allerede begyndt i Corsartiden med fortællingen En Jøde, som blev skrevet i årene 1843-45. Goldschmidt inkorporerede med denne bog et nyt område i skønlitteraturen, men rigtignok et område, som han er ene om at beherske i Danmark: den ortodokse jødes huslige og rituelle liv. Skildringen måtte således bringe meget nyt og fængslende; der var tillige en ungdommens glød og trods i den, som rev med og bragte kompositionens svage sider i forglemmelse. Kritikken hilste denne lovende debut med stor anerkendelse, og selv Kierkegaard sondrede udtrykkelig denne fortællings forfatter ud fra Corsarudgiveren og kaldte den "en god Bog". Mindst tilslutning fandt den hos forfatterens egne stammefæller; nogle betragtede det som uklog politik således at fremhæve jøderne som en særlig, skarpt omgrænset gruppe i samfundet, andre fandt det intime husliv og trosliv profaneret for uvedkommende og var vel ikke mindst indignerede over de mange træffende småtræk af den parvenuagtige smålighed og misundelse i det daglige omgangsliv. Endnu mange år senere lød den samme anke imod Goldschmidt, formuleret som en advarsel imod "idelig at servere sin Bedstemoder med skarp Sauce" (Georg Brandes).
En Jøde var blevet udgivet under pseudonymet "Adolph Meyer", og det samme navn stod på titelbladet til det ovenfor berørte efter Corsartiden udgivne bind Fortællinger, som blandt andet indeholder de fortrinlig gengivne barndomsindtryk af provinslivet Erindringer fra min Onkels Hus, den underholdende fortalte For 8 Skilling Hvedebrød og En Majfest, mellem hvis linjer der allerede fremglimter blink af den livsidé, som Goldschmidt senere hen i tiden gjorde til den ledende i sin digteriske komposition og ville se realiseret i sit eget liv: Nemesis.
1853 udkom første del af den omfangsrige roman Hjemløs, der sluttedes 1857. Som dette værks rent ydre leddeling er højst uegal, således røber også behandlingsmåden, at det ikke er fremgået af noget sluttet og samlet arbejde; dets grundtanke har sagtens fra først af stået klar for forfatteren, men under dens udførelse har han stundom givet sig tilfældigheden i vold og ladet forbigående fænomener få for stort indpas, så at man modtager det indtryk, at han mere har interesseret sig for staffagen end for hovedpersonen, der da heller ikke for sit vedkommende formår at vække nogen stor interesse og næppe har nogen typisk betydning, medens der i enkelthederne fremsprudler mangen åndfuld betragtning, og i tidsbilledet er givet en fin satirisk skildring af et politisk magthaverpartis tilblivelse og fremvækst.

### Fortællinger og skildringer
Efter at have gennemgået en alvorlig sygdom rejste Goldschmidt om vinteren 1858 til Italien, England og Frankrig og opholdt sig også senere gentagne gange og for længere tid i udlandet, mest i London og Rom.
Fra 1863 af tog et omfangsrigt, over mange felter spredt æstetisk forfatterskab sin begyndelse: 1863-65 tre bind Fortællinger og Skildringer, 1865 Dagbog fra en Rejse på Vestkysten af Vendsyssel og Thy, 1866 En Hederejse i Viborgegnen og fortællingen Arvingen, 1867 Kjærlighedshistorier fra mange Lande, En Roman i Breve, Den vægelsindede på Graahede og Ravnen, 1868-69 Små Fortællinger, 1873 Avrohmche Nattergal. Det kan med nogen beføjelse siges om disse arbejder, at jo mindre de er af indhold, des lødigere og vægtigere er de.
I den lille komposition er Goldschmidt en mester som få; hver sådan fortælling eller skildring – ikke mindst de med jødiske emner, såsom Maser, Levi og Ibald, Avrohmche – er en diamant, funklende af ånd og i en indfatning af den finest ciselerede stil. Hvor handlingen skal omspænde et helt liv eller en mere indviklet skæbne, vil man aldrig læse hans fremstilling uden et udbytte af åndrige iagttagelser og inciterende tanker, men tråden kan her stundom spindes for tyndt ud eller livets sunde naturlighed forflygtiges. Mellem hans to største arbejder, En Jøde og Hjemløs, og de mindre billeder indtager Arvingen og Ravnen en overgangsplads, sammensatte og dog overskuelige af komposition, virkelighedsemner med rod i tid og land, men tillige på en ejendommelig måde knyttet til et fantastisk element, en forening, der gennemstrømmes af nemesistanken som af det livbringende åndepust.

### Livserindringer og resultater
I anden del af Livserindringer og Resultater (1877) har Goldschmidt videnskabeligt villet begrunde sin nemesislære og føre dens udspring tilbage til så tidlig en kultus som den ægyptiske gudsdyrkelse, en undersøgelse, der af fagmænd er blevet stemplet som åndfuldt dilettanteri, ligesom også hans fortrolighed med jødisk teologi er blevet bestridt fra den mest kompetente side. Læren står og falder imidlertid ikke med beviset for sin ælde, og at den indeholder frugtbare impulser til digterisk beskuen og indtrængen, er Goldschmidts poetiske forfatterskab vidne om, ligesom dens etiske værd for samvittighedernes upper ten thousand er ubestridelig; thi hos hoben vil den agtpågivenhed, der er en af dens hovedfordringer, ikke kunne forudsættes.
Nemesis er selvkritik, åbent øje for jeg'ets overensstemmelse eller mangel på overensstemmelse med den skønne, lovbestemte, retvejende orden, som danner livets helhed, opmærksomhed for, at man ved hvert skridt "træder på Ringetøjet", som vækker lyd i retfærdighedens fjerne og dog allesteds nærværende rige, overbevisning om, at "den hemmelige Ret" altid våger, fælder sin dom og fuldbyrder den, når tid er. Tidlig kan, som allerede sagt, denne anskuelse spores i Goldschmidts forfatterskab, i hans senere skrifter med al den tydelighed, som tanken efter sin uhåndgribelige natur overhovedet kan modtage; i hans skuespil En Skavank (opført 1867) er den næsten konkret tilstede, idet den dramatiske fremstillings krav har tvunget den til at iføre sig et synligt legeme, og i det senere (1869) opførte drama Rabbien og Ridderen, en omarbejdelse af det tidligere Rabbi Eliezer, fornemmes ligeledes dens nærværelse.

### Karakteristik og sidste tid
Om sin stil siger Goldschmidt et sted, at eftersom den er det imellem linjerne liggende udtryk af personlighed, så har den i tidens løb måttet forme og forandre sig. I hans livserindringer er den blevet til mystik, thi denne ejendommelige biografi er mindre historie end "Historiens Filosofi", mindre afsløring end tilsløring, og fremstillingen er som følge heraf rigere på forbehold, antydninger og psykologiske vink end på klar redegørelse; stoffet er stillet bag hensigtsfuldt ordnede betragtninger fra en senere tid, så det næsten skjules af dem og, hvor det kan fremdrages, må bruges og forstås cum grano salis. Erindringerne er et med den sarteste omhu ordnet kunstværk, alt andet end en jævn og naturlig meddelelse.
Goldschmidt blev 1848 gift med Johanne Marie Sonne, men ægteskabet hævedes nogen tid efter. 1875 fik han titel af professor. Han nød statsunderstøttelse som forfatter. Efter et kort sygeleje døde han 15. august 1887.

## Politisk virksomhed

### I journalistikken
Skønt den journalistiske side spiller en så stor rolle i Meïr Goldschmidts hele forfatterskab og vel var den, som først skaffede ham navnkundighed, var hos ham politikeren og journalisten fra første færd stærkt overskygget af æstetikeren og endte med helt at forsvinde for denne. Det er allerede betegnende, at hans første journalistiske foretagende, det i hans 18. år begyndte Næstved Ugeblad, ikke i fjerneste måde skyldtes noget ønske om at deltage i den offentlige debat, men fødtes, som han selv vidner, af "æsthetisk Trang", nemlig til at få et sted, hvor han kunne trykke sine første umodne noveller; han blev ked af det, da han for nogle injurier imod en borgerrepræsentant blev idømt mulkt og et års censur, og i 1840 solgte han det.
Et kort medarbejderskab ved Dagen, som dengang redigeredes af "Chr. Komet" (Chr. Hansen) var uden al betydning. Så skabte han, under impuls af andre (Chievitz, Arboe Mahler, Bisserup) Corsaren, hvis første nummer udkom 8. oktober 1840, og som han straks blev ene om at bære og var væsentlig ene om at holde oppe i fulde seks år. Det var ganske vist journalistik, men af en egen art, helt uden for den egentlige presses ramme. Hvad der dengang gav Corsaren den store popularitet, hvad man endnu husker, og hvad der bestemte samtids og eftertids dom, var de pikante, satiriske smånotitser, efterhånden udstyrede med billeder, hvor den skarpe bråd var skjult under en påtagen uskyldig form. Men for Goldschmidt selv var hovedsagen de alvorlige, stemningsfulde, man kunne gerne sige lyriske, artikler, som lovpriste friheden, republikken, revolutionen og hyldede idealerne. Corsaren blev dog i længden uholdbar for Goldschmidt, og han skilte sig derfor ved den 1846 og drog ud i verden for at se og lære.

### Inspiration fra udlandet
Rejsen udviklede i høj grad den i hans natur nedlagte spire til en verdensbetragtning, løftet ud over de snævre lokale og nationale tilfældigheder, men bidrog også til at gøre ham noget fremmed og uforstående for enkelthederne i den kamp, som nu engang måtte føres igennem i Danmark. Mere end nogen anden dansk publicist havde han derimod blikket åbent for de store verdensrørelser og for deres uimodståelige indflydelse på vore egne forhold, og navnlig så han klarere end nogen anden, at i de sociale bevægelser lå fremtidens tyngdepunkt. Det var derfor en sælsom "Nemesis", at netop han skulle blive genstand for de bitreste og hånligste angreb af den sociale tankes første banebryder i Danmark, Frederik Dreier. Men dette lå i, at Goldschmidt tog også på det sociale som æstetiker, ikke som praktisk politiker. Han havde det omtrent som Heine (muligvis Heinrich Heine), der sværmede for republikken, men følte modbydelighed for republikanerne. Han tænkte sig "som Ideal en republik, men – i Mistillid til Folkets Republikanisme -- en Republik med Diktatur"; eller han drømte om en "theokratisk Republik", men samtidig folkets opdragelse, skolens forbedring, folkets øvelse og virksomhed i kommunalfrihed.

### Dansk og jøde
Disse politiske ideer, som lå noget fjernt fra praktisk politik, navnlig som øjeblikket krævede den, blev i Nord og Syd til "Kongedømmet med republikanske Institutioner", et kongedømme med store prærogativer over for en almindelig valgret. I december 1847, da dette ugeskrift, Goldschmidts hovedværk som journalist, første gang så lyset, stod der for det danske folk påtrængende opgaver, som ikke kunne løses ved slige formler, og skønt det er uimodsigeligt, at Goldschmidt ydede betydningsfulde bidrag til dagens politiske debat, vedblev han dog at stå ligesom noget uden for det hele. Hans journalistiske gerning, som manglede den egentlige dagspresses øjeblikkelige og aktuelle karakter, blev ikke ledende, kun kritiserende og reflekterende. Skønt han i sind og tanke var fuldt ud dansk, kun at hos ham, som han selv siger, "dansk og Jøde" var fast sammenknyttede, var hans holdning lige over for det nationale spørgsmål, således som det da forelå, først vaklende og siden så afvigende fra de ledende kredses, at den måtte føre ham ind i en polemik, hvor han vel forsvarede sig med talent, men ikke havde sindsligevægt nok til at tåle eller blot forstå angrebene.
På Skamlingsfesten i maj 1844, hvor han begyndte med ordene: "Jeg er en Jøde, hvad vil jeg imellem eder?" sluttede han sin tale med, at vi danske skulle slå igen på Slesvig-Holstenerne, sætte hårdt imod hårdt, gengælde ondt med ondt, gøre gilde for dem, som de ville for os. På kasinomødet i marts 1848 optrådte han derimod som talsmand for, at slesvigerne skulle spørges, om de ville være danske, ikke tvinges til at være det, og han endte med et sokratisk spørgsmål, der passede så slet som vel muligt til den foreliggende situation med det allerede halvt begyndte oprør; at han ikke slog igennem, følte han som en personlig krænkelse og var formelig syg derover.
I Nord og Syd formulerede han siden sin tanke således, at vi for Slesvigs skyld måtte beholde Holsten, og at venskab, tilslutning, forbund med Sverige-Norge skulle hjælpe os til at leve nationalt i helstaten. Den ældre statsmandsskole ville omvendt holde på Holsten ved hjælp af Slesvig. Begge systemer havde den mangel, at de udsatte for den fare ikke blot at gå glip af byttet, men også at miste maddingen. Sine artikler fra december 1849 om føderativstaten betragtede han imidlertid selv som spiren til helstaten, hvad der dog vistnok er en skuffelse, da helt andre kræfter her gjorde udslaget.

### Forholdet til aristokratiet
Til Nord og Syds bedste periode knytter sig hans forbindelse med aristokratiet i den såkaldte grundejerforening. Alliancen havde sin naturlige tilknytning i hans politiske udtalelser, men også i noget af hans egen karakter, som han et steds trykker således: "Man holder enten med Aristokratiet eller med Demokratiet eller endog med begge, for så vidt de ere Personlighed og Lidenskab, men er af Hjertet ildesindet imod Bourgeoisiet, som repræsenterer Tingenes faste, daglige Gang, Erhvervet og Nydelsen deraf." Det danske aristokrati havde efter 1848 og grundloven af 5. juni trukket sig tilbage fra det offentlige liv, men omtrent i 1850 følte det trang til atter at gøre sig gældende, og det trængte da hårdt til en talentfuld pen, som kunne føre dets sag i pressen.
Da Goldschmidt, som havde truffet grev Frijs-Frijsenborg i Normandiet, første gang mødtes i grundejerforeningen med denne, Blixen-Finecke, Haffner, Neergård og Holstein-Holsteinborg, begyndte han med at forlange deres æresord på, at de ikke stod i ledtog med det slesvig-holstenske ridderskab, og at de ville respektere grundloven og valgloven; det viser, hvilken pris disse fremragende mænd satte på at vinde Goldschmidt, at de virkelig afgav dette æresord. Goldschmidt har siden betegnet forholdet således, at han ikke påtog sig at forsvare deres anskuelser, men at de tilbød at ville støtte hans. Han skrev for dem en indbydelse til et prisskrift om forbedring af almueskolen, det væsentlige af en adresse til kongen om helstat med borgerlig frihed, en erklæring om frivillig overenskomst mellem godsejere og fæstere. I Nord og Syd udviklede og forsvarede han videre den liberale helstats program, hvorimod han afslog Blixen-Fineckes tilbud om at stifte et dagblad, som han skulle redigere; "jeg svarede, at jeg på ingen Måde ville udgive et Dagblad, fordi det ville drage mig bort fra den egentlige litterære eller poetiske Virksomhed, hvorpå jeg satte en større Pris".